# Кулій Олександр Петрович
Олекса́ндр Петро́вич Кулі́й (1971—2023) — український військовослужбовець, старший солдат Збройних сил України, учасник російсько-української війни.

## Життєпис
Народився 26 жовтня 1971 в місті Сокиряни у багатодітній сім'ї медиків. Одружився; проживав в Сокирянах.
Працював у правоохоронних органах, пізніше у будівельній сфері.
26 лютого 2022 року доєднався до лав ЗСУ.
Загинув 6 серпня 2023 внаслідок артилерійського обстрілу в Сумській області.
Без Олександра лишились дружина Тетяна Іванівна, сини Олександр та Юрій, онуки, сестри.
Похований в Сокирянах.

## Нагороди
- Орден «За мужність» III ступеня[2].